# Lepidagathis submitis
Lepidagathis submitis är en akantusväxtart som beskrevs av Blatter. Lepidagathis submitis ingår i släktet Lepidagathis och familjen akantusväxter. Inga underarter finns listade i Catalogue of Life.